# アンジェイ・アンクタ
アンジェイ・アンクタ（ベラルーシ語: Андрэй Анцута, ポーランド語: Andrzej Ancuta, 1919年2月10日 - 2009年2月14日）は、ポーランドの映画監督、撮影監督、写真家。ミンスク生まれ。
2009年2月14日、ポーランドのワルシャワにて亡くなった。